# Johann Christian Josef Ommerborn
Johann Christian Josef Ommerborn (Pseudonyme: Paul Börner, Alfons Born-Ommer, Karl Christiansen, Stian Merbo, Franz Ullmann, * 28. April 1863 in Lennep; † 1938 in Wuppertal) war ein deutscher Journalist und Schriftsteller.

## Leben
Johann Christian Josef Ommerborn war das älteste von fünf Kindern des Kaufmanns Johann Carl Ommerborn und seiner Ehefrau Gertrud, geb. Backhausen. Als Fabrikarbeiter schloss  er sich diversen sozialdemokratischen und anarchistischen Gruppierungen an und war journalistisch tätig. 1885 heiratete er die fünf Jahre ältere Schauspielerin Antonie Strauch, mit der er im gleichen Jahr ein Kind zeugte. Ommerborn lebte in Barmen und Körne bei Dortmund; u. a. war er 1894 Herausgeber der in Barmen erscheinenden Zeitschrift Der freie Dichter und von 1902 bis 1907 Chefredakteur der Zeitschrift Der Natur-, Haus- und Volksarzt. Ab 1906 war er in Frankfurt am Main ansässig, ab 1908 im badischen Emmendingen, in Schaffhausen und schließlich wieder in Barmen. Zwischen 1905 und 1907 veröffentlichte er eine Reihe von Kriminal- und Sensationsromanen, die zumeist unter Pseudonym und in Kolportageverlagen erschienen. Nachdem sich Ommerborn vom Anarchismus gelöst hatte und laut eigener Aussage seit 1910 der Reformierten Kirche angehörte, engagierte er sich in der letzten Phase seines Lebens in der Barmer Landstraßen-Mission, die ihre Aufgabe in der materiellen und geistlichen Betreuung von Nichtsesshaften sah. Ommerborn war Leiter dieser Organisation und gab daneben die Vierteljahreshefte für Landstraßen-Mission heraus, daneben war er weiterhin als Schriftsteller tätig.
Johann Christian Josef Ommerborns literarisches Werk besteht vorwiegend aus Romanen und Erzählungen. Abgesehen von seinen Kolportage-Romanen behandelt er vor allem christliche und soziale Themen, häufig aus seiner bergischen Heimat.

## Werke
- Aphorismen zur Erziehung eines stolzen Menschtums. Barmen
  - 1 (1903)
- Sensationell. Cörne bei Dortmund 1903
- Öffentliche Anklage perfider Handlungen der eigenen Frau, ihrer Freunde, mit Hülfe von zwei Rechtsanwälten und des Direktors der Frankfurter Irrenanstalt. Frankfurt am Main
  - 1 (1904)
- Blut. Leipzig 1905
- Der hypnotische Verbrecherklub. Leipzig 1905 (unter dem Namen Alphons Born-Ommer)
- Jim Box. Leipzig 1905
- Robespierre. Leipzig 1905
- Satanella oder Die Rache des Geißlers. Leipzig 1905
- Ein Werwolf. Leipzig 1905
- Der Mädchenschlächter von Whytechappell. Berlin u. a. 1906
- Abbé Fulminant oder Die Liebe des Priesters. Leipzig 1907
- Der böse Geist. Leipzig 1907
- Brandstifter Treppers Geschichte. Berlin u. a. 1907 (unter dem Namen Johannes Josef Christiansen)
- Der enthauptete Tote. Berlin u. a. 1907 (unter dem Namen Franz Ullmann)
- Die Fürstin des Umsturzes. Berlin u. a. 1907 (unter dem Namen Paul Börner)
- Der geheimnisvolle Phonograph. Leipzig 1907
- Das heilige Sonnenauge. Leipzig 1907
- Der Irrenarzt. Leipzig 1907 (unter dem Namen Alfons Born-Ommer)
- Teuflische Liebe. Leipzig 1907 (unter dem Namen J. C. J Born-Ommer)
- Auf der Flucht vor Gott oder Thomas, der Revolutionär. Gotha 1912 (unter dem Namen Karl Christiansen)
- ... die ihr mühselig und geladen seid ... Gotha 1912 (unter dem Namen Karl Christiansen)
- Die Kinder der Sünderin. Kassel 1912 (unter dem Namen Karl Christiansen)
- Des Lebens Schwere und Last! Chemnitz 1912
- Genosse Mensch. Chemnitz 1913
- Die Liebe suchet nicht das Ihre. Chemnitz 1913
- Saulus. Kassel 1913 (unter dem Namen Karl Christiansen)
- Arbeite! Barmen 1914
- Die Dorfgeister von Birkenloh. Chemnitz 1915
- Das arme Trautchen. Chemnitz 1918
- Der Drehorgelshendrich. Berlin 1918 (unter dem Namen Karl Christiansen)
- Der Moloch Hamburg. Hamburg 1920
- Der Oberamtmannshof. Gießen 1920
- Die Opfer der Goldsünde. Barmen-Wichlingh. 1921
- Mein Freund und Weggenosse Fritz Binde. Barmen-Wichl. 1922
- Pastor Hans Kroppmann. Barmen-Wichlingh. 1922
- Jettchen Reuter. Hamburg 1926
- Erzählungen. Wuppertal 1979